# João Marcos Parreira Mendonça
João Marcos Parreira Mendonça é professor e roteirista de quadrinhos. É mestre em Artes Visuais pela Escola de Belas Artes da UFMG. Trabalha como roteirista da Maurício de Sousa Produções e como chargista do jornal Diário do Aço, de Ipatinga. É também criador da webcomics "Mendelévio e Telúria".. Ganhou o Troféu HQ Mix em 2007 por sua Dissertação de Mestrado.
Pela Abacatte Editorial, ilustrou uma série de histórias em quadrinhos inspirada em cordéis, com os álbuns: Sete Histórias de Pescaria do Seu Vivinho (2011)  e A pescaria magnética do Seu Vivinho (2013).  roteirizadas por Fábio Sombra,  onde seu traço teve influência da arte da xilogravura usada nos cordéis.
No mesmo ano, inicia a coleção Quadrinhos Bíblicospela Editora Paulinas.